# Francis Mansour Zayek
Francis Mansour Zayek (Manzanillo, 18 de outubro de 1920 - 14 de setembro de 2010) foi um arcebispo católico de rito maronita.

## Biografia
Nascido em Cuba, Francis e sua família emigraram para o Líbano em 1931. Estudou no Líbano e em Roma, onde foi ordenado sacerdote. Obteve Doutorado em Direito Canônico em Roma, e após isso foi nomeado para servir à comunidade maronita no Cairo, onde também trabalhou na Nunciatura Apostólica. Quando retornou para Roma, serviu como promotor de justiça na Rota Romana.
Foi nomeado pelo Papa João XXIII em 30 de maio de 1962 como Bispo auxiliar do Brasil para Fieis de Rito Oriental, para atender a comunidade maronita no país, com a sé titular de Callinicum dei Maroniti.
Recebeu a ordenação episcopal em 5 de agosto de 1962, através do Patriarca Católico Maronita de Antioquia Pierre-Paul Méouchi, tendo como co-consagradores o Arcebispo Pietro Sfair e o Bispo Abdallah Nujaim. Participou das quatro sessões do Concílio Vaticano II.
Em 27 de janeiro de 1966, foi nomeado pelo Papa Paulo VI como bispo (exarca) para os Estados Unidos da América, após o estabelecimento do Exarcado Apostólico Maronita nos Estados Unidos, com sé em Detroit, Michigan. Tomou posse em 11 de junho de 1966. Com a elevação do exarcado à diocese (eparquia), foi nomeado em 29 de novembro de 1971 como primeiro Bispo (Eparca) de São Maron de Detroit. Zayek foi empossado em 4 de junho de 1972, e a sé foi transferida para o Brooklyn, Nova Iorque, em 1977.
Em reconhecimento ao seu trabalho pioneiro, o Papa João Paulo II lhe concedeu em 10 de dezembro de 1982 o título pessoal de Arcebispo. Renunciou por idade em 11 de novembro de 1996.
Após a renúncia, Arcebispo Zayek passou a residir em Fort Lauderdale e auxiliava na Igreja Católica Maronita Nossa Senhora do Líbano em Miami.